# 李芷麟
李芷麟（1949年—）台灣女演員、配音員，曾獲金鐘獎女演員獎。

## 生平
李芷麟原籍浙江定海，在臺灣長大。由於四歲喪父，家境貧困，幼時常在螢橋一帶叫賣以貼補家用。1966年，就讀復興美工二年級的她在亞洲電影公司演員訓練班工讀，從此踏入演藝圈。早年多演潑辣的少女，因此有「小辣椒」稱號。
1969年，李芷麟加入中國電視公司，成為中視基本演員。其後，她與中視導播王中強結婚。1980年代，李芷麟身兼製作人與演員二職，與王中強合作過數部電視劇，包括她1983年贏得電視金鐘獎女演員獎的家庭寫實劇《歸情》、以及榮獲電視金鐘獎連續劇獎的《另一種聲音》。
除擔任演員及製作人，李芷麟亦參與配音工作。1971年，中視開始進口電視動畫並配上國語對白，李芷麟便是配音員之一，其代表作有《科學小飛俠》的一號「鐵雄」及三號「珍珍」。此外，她還曾是國語片女主角張美瑤、翁倩玉、甄珍的幕後代言人。
1988年，因為獨生子在台灣的教育體制下飽受挫折，李芷麟陪之赴美國就學。2000年代，李芷麟全家移居蘇州。

## 演出作品

### 電影
- 王寶釧（1967）
- 儂本多情（1968）
- 野丫頭（1968）
- 今天不回家（1969）
- 丈夫與我（1969）
- 淚的小花（1969）
- 艷俠（1969）
- 明日又天涯（1969）
- 我還是永遠愛著你（1969）
- 新娘與我（1969）
- 封神榜（1969）
- 絕代鏢王（1969）
- 感情的債（1969）
- 金沙刀（1969）
- 一劍穿心（1969）
- 三娘教子（1970）
- 蚌仙（1970）
- 神笛丐俠（1970）
- 老爺夜總會（1970）
- 鬼見愁（1970）...玉兒
- 鬼屋麗人（1970）
- 有男懷春（1970）
- 百萬新娘（1970）...曼娜
- 玉獅子（1970）
- 春宵花弄月（1970）
- 痴心的人（1970）
- 金劍冤魂（1971）
- 最長的約會（1971）
- 鐵扇神劍（1971）
- 五鳳朝陽（1971）
- 紅鬍子（1971）
- 隴上春痕（1971）
- 母與女（1971）
- 吉屋招租（1971）
- 百忍道場（1971）
- 江湖半把刀（1971）...玉鳳
- 妙想天開（1971）
- 真假千金（1971）
- 母親與我（1971）
- 夢醒不了情（1972）
- 白屋之恩（1972）
- 壁虎遊龍（1972）
- 好夢連床（1972）
- 淘氣三千金（1972）
- 夜女郎（1972）
- 花花世界（1972）
- 硬漢鐵拳（1972）
- 幾時再回頭（1972）
- 門當戶對（1972）
- 東西南北風（1972）
- 洞房奇譚（1972）
- 珠光寶氣（1972）
- 負心的人續集（1973）
- 突破國際死亡線（1973）
- 龍虎恩仇（1973）
- 鬼馬小淘氣（1974）
- 迷霧疑雲（1974）
- 星星星（1974）
- 小姨懷春（1975）
- 老虎崖（1977）
- 鄉野奇談（1977）
- 新紅樓夢（1978）
- 點止功夫咁簡單（1978）
- 沙灘上的月亮（1978）
- 汪洋中的一條船（1978）
- 翡翠狐狸（1979）
- 斷指老么（1979）
- 我從山中來（1980）
- 大湖英烈（1980）
- 孽種（1980）
- 戀愛反斗星（1980）
- 花伴舞春風（1980）
- 小魚吃大魚（1980）
- 心酸酸（1980）
- 三毛流浪記（1980）
- 花飛花舞春滿城（1980）
- 上行列車（1981）
- 我的爺爺（1982）
- 風車與火車（1983）
- 單車與我（1984）

### 電視劇
- 長白山上（1970）...黑妞
- 生命之歌（1972）...蔣桂琴
- 親情（1975）
- 歸情（1983）
- 大城小調（1985）
- 靈山神箭（1987）...李靜虛

### 配音作品
- 戰神（1976）...旁白
- 科學小飛俠（1977）...鐵雄

## 製作作品
- 歸情（1983）
- 木棉花之戀（1986）
- 另一種聲音（1987）
- 琉璃之戀（2004）

## 外部連結
- 李芷麟在互联网电影资料库（IMDb）上的資料（英文）（英文）
- 李芷麟在香港影庫上的簡介
- 李芷麟在时光网上的簡介（简体中文）
- 李芷麟在豆瓣上的资料（简体中文）